# Információstatisztika
Az információstatisztika (a makrostatisztikában) az információs termékek és információs szolgáltatások, valamint az emberek által hordozott emberi tudás előállításával, kibocsátásával, forgalmával, kivitelével, behozatalával, felhasználásával, felhalmozásával, fogyasztásával, felhasználásával és készleteivel foglalkozó statisztika, melynek mutatóit mikro-, és makrostatisztikai szinten is lehet értelmezni.
Ezeket a mutatókat egyes szektorokra, a háztartásokra, az egyes emberek szektorára, a vállalkozásokra, a közszéfárára és a nonprofit szervezetek szektorára lehet kiszámítani.
Nem azonos a S. Kullback és követői nyomán kialakult, és a valószínűségszámítás egyik ágát képező információstatisztikával és az ITU, az Európai Unió és más szervek törekvései nyomán létrejött információstársadalom statisztikával.

## Felhasználása
Az országok, régiók, a világ információháztartásában észlelhető jelenségek és folyamatok ismerete nélkül nem folytatható az egyes ágazati politikákat (oktatáspolitika, hírközléspolitika, kutatáspolitika, médiapolitika satöbbi) összemérni képes és az ország, nemzet érdekeinek érvényesítésére törekvő kormány szintű nemzeti információpolitika.

## Története
Az egyes információs termékfajtákra, mint a könyv, folyóirat, napilap, hanglemez, műsoros kazetta, CD és mások, a kulturális statisztikusok évtizedek óta gyűjtenek adatokat. Hasonlóan járnak el a médiastatisztikusok az olyan információs szolgáltásokkal, mint a rádió műsorszórás, vagy a kábeltelevíziós szolgáltatások. A távközlésstatisztikának évtizedes idősorai vannak a távbeszélő szolgáltatásokra, az oktatásstatisztikának az oktatási szolgáltatásokra.
A digitális kor hajnalán először a japán kormányszervek ismerték fel, hogy miután mindezek a tartalmak konvertálhatók digitális hordozókra, s a különböző hordozókon lévő azonos tartalmak egymással helyettesíthetők, volumenüket együtt, a digitális hordozók bit mértékegységében kellene mérni.
A Központi Statisztikai Hivatalban, a számítástechnika alkalmazásáért akkor felelős magyar kormányszervben 1981-ben vált elismertté, hogy az információs forradalomban, úton az információs társadalom felé nem csupán számítástechnikai statisztikára, hanem információstatisztikára is szükség van és számos szakember bevonásával kutatás indult, amelynek eredményeképpen kialakult a világ első hivatalos információstatisztikája fogalmakkal, nómenklatúrákkal, adatgyűjtésekkel és kiadványokkal. 1994-ben elkészült az első olyan módszertani kézikönyv, mely az információstatisztika tárgyát az SNA számlarendszerében dolgozza fel, megteremtve standard információstatisztika lehetőségét.
Az Egyesült Államokban a Berkeley Egyetemen 2001-ben készült el az első olyan felmérés, amelynek eredményeképpen ismertté vált az első becslés az egész világ információkibocsátására és felhasználására. A felmérést később megismételték. Ezt követően egyre több helyen készültek becslések az Egyesült Államok és az Európai Unió egyes országai információkibocsátására, készleteire nézve. A nagy piackutató és előrejelző cégek rátérnek az információs gépek, termékek, szolgáltatások és kapacitások bit mértékegységekben történő számbavételére.